# Pneumatoraptor
Pneumatoraptor là một chi khủng long, được Ösi Apesteguía & Kowalewski mô tả khoa học năm 2010.